# Comuna de Sobolew
Sobolew (polaco: Gmina Sobolew) é uma gminy (comuna) na Polónia, na voivodia de Mazóvia e no condado de Garwoliński. A sede do condado é a cidade de Sobolew.
De acordo com os censos de 2004, a comuna tem 8357 habitantes, com uma densidade 88,1 hab/km².

## Área
Estende-se por uma área de 94,83 km², incluindo:
- área agricola: 70%
- área florestal: 24%

## Demografia
Dados de 30 de Junho 2004:
|                      | Total   | Total | Mulheres | Mulheres | Homens  | Homens |
| -------------------- | ------- | ----- | -------- | -------- | ------- | ------ |
|                      | pessoas | %     | pessoas  | %        | pessoas | %      |
| População            | 8357    | 100   | 4252     | 50,9     | 4105    | 49,1   |
| Densidade (pop./km²) | 88,1    | 100   | 44,8     | 44,8     | 43,3    | 43,3   |

De acordo com dados de 2002, o rendimento médio per capita ascendia a 1321,76 zł.

## Subdivisões
- Anielów, Chotynia, Godzisz, Gończyce, Grabniak, Kaleń Drugi, Kaleń Pierwszy, Kobusy, Kownacica, Nowa Krępa, Ostrożeń Drugi, Ostrożeń Pierwszy, Przyłęk, Sobolew , Sokół, Trzcianka.

## Comunas vizinhas
- Górzno, Łaskarzew, Maciejowice, Trojanów, Żelechów